# Rhopalodes parecida
Rhopalodes parecida är en fjärilsart som beskrevs av Paul Dognin 1892. Rhopalodes parecida ingår i släktet Rhopalodes och familjen mätare. Inga underarter finns listade.